# Лерин (дем)
 Тази статия е за административната единица.  За града, който е неин център, вижте Лерин.  
Лерин (на гръцки: Δήμος Φλώρινας, Димос Флоринас, катаревуса Δήμος Φλώρινης, Димос Флоринис) е дем в област Западна Македония, Република Гърция.

## Селища
Дем Лерин е създаден на 1 януари 2011 година след обединение на четири стари административни единици — демите Лерин, Долно Клещино, Вощарани и Кучковени.

### Демова единица Вощарани
Според преброяването от 2001 година дем Вощарани (Δήμος Μελίτης) с център село Неокази (Неохораки) има население от 7038 и в него влизат следните селища:
- Демова секция Неокази

- село Неокази (на гръцки Νεοχωράκι, Неохораки)
- село Агиос Атанасиос (Άγιος Αθανάσιος), в която е официалното седалище на бившия дем

- Демова секция Баница

- село Баница (Βεύη, Веви)

- Демова секция Борешница

- село Борешница (Παλαίστρα, Палестра)

- Демова секция Вощарани

- село Вощарани (Μελίτη, Мелити)

- Демова секция Върбени

- село Върбени (Ιτέα, Итеа)

- Демова секция Забърдени

- село Забърдени (Λόφοι, Лофи)

- Демова секция Крушоради

- село Крушоради (Αχλάδα, Ахлада)
- село Горно Крушоради (Άνω Αχλάδα, Ано Ахлада)
- село Юруково (Γιουρούκι, Юруки)

- Демова секция Петораци

- село Петораци (Τριπόταμος, Трипотамос)

- Демова секция Попължани

- село Попължани (Вакъфкьой, Παππαγιάννης, Папаянис)

- Демова секция Росен

- село Росен (Σιταριά, Ситария)

- Демова секция Сетина

- село Сетина (Σκοπός, Скопос)

На територията на демовата единица е и днес изоставеното село Попадия.

### Демова единица Долно Клещино
Според преброяването от 2001 година дем Долно Клещино (Δήμος Κάτω Κλεινών) с център село Долно Клещино (Като Клинес) има население от 3963 и в него влизат следните селища:
- Демова секция Долно Клещино

- село Долно Клещино (Κάτω Κλεινές, Като Клинес)

- Демова секция Битуша

- село Битуша (Παρόρειο, Парорио)

- Демова секция Буф

- село Буф (Ακρίτας, Акритас)

- Демова секция Горно Каленик

- село Горно Каленик (Άνω Καλλινίκη, Ано Калиники)

- Демова секция Горно Клещино

- село Горно Клещино (Άνω Κλεινές, Ано Клинес)

- Демова секция Долно Каленик

- село Долно Каленик (Κάτω Καλλινίκη, Като Калиники)

- Демова секция Клабучища

- село Клабучища (Πολυπλάτανο, Полиплатано)

- Демова секция Кладороби

- село Кладороби (Κλαδορράχη, Кладорахи)

- Демова секция Негочани

- село Негочани (Νίκη, Ники)

- Демова секция Неос Кавкасос

- село Неос Кавкасос (Νέος Καύκασος)

- Демова секция Обсирено

- село Обсирено (Εθνικό, Етнико)

- Демова секция Орта Оба

- село Орта Оба (Μεσόκαμπος, Месокамбос)

- Демова секция Раково

- село Раково (Κρατερό, Кратеро)

- Демова секция Сакулево

- село Сакулево (Μαρίνα, Марина)

- Демова секция Света Петка

- село Света Петка (Αγία Παρασκευή, Агия Параскеви)

- Демова секция Хасаново

- село Хасаново (Μεσοχώρι, Месохори)

На територията на демовата единица са и днес изоставените села Рахманли или Раманче (на гръцки Ελεούσα, Елеуса) и Коняри или Койняри.

### Демова единица Кучковени
Според преброяването от 2001 година дем Кучковени (Δήμος Μελίτης) с център село Кучковени (Перасма) има население от 5510 и в него влизат следните селища:
- Демова секция Кучковени

- село Кучковени (Πέρασμα, Перасма)

- Демова секция Бел камен

- село Бел камен (Δροσοπηγή, Дросопиги)

- Демова секция Въртолом

- село Въртолом (Άγιος Βαρθολομαίος, Агиос Вартоломеос)
- село Гара Баница (Σταθμός Βεύης, Статмос Вевис)

- Демова секция Горно Котори

- село Горно Котори (Άνω Υδρούσσα, Ано Идруса)

- Демова секция Долно Котори

- село Долно Котори (Υδρούσσα, Идруса)

- Демова секция Крапешино

- село Крапешино (Крапешина, Ατραπός, Атрапос)

- Демова секция Лаген

- село Лаген (Τριανταφυλλιά, Триандафилия)

- Демова секция Лесковец

- село Лесковец (Λεπτοκαρυές, Лептокариес)

- Демова секция Махала

- село Махала (Τροπαιούχος, Тропеухос)

- Демова секция Негован

- село Негован (Φλάμπουρο, Фламбуро)

- Демова секция Неред

- село Неред (Πολυπόταμο, Полипотамо)

- Демова секция Песочница

- село Песочница (Αμμοχώρι, Амохори)

- Демова секция Плешевица

- село Плешевица (Κολχική, Колхики)

На територията на демовата единица е и днес запуснатото село Елхово (Елово, Елеово), на гръцки Ελάτεια, Елатия.

### Демова единица Лерин
Според преброяването от 2001 година дем Лерин има население от 16 771 души и в него влизат следните селища:
- Демова секция Лерин

- град Лерин (Φλώρινα)
- село Матешница (Σίμος Ιωαννίδης, Симос Йоанидис)

- Демова секция Арменово

- село Арменово (Αρμενοχώρι, Арменохори)

- Демова секция Арменско

- село Арменско (Άλωνα, Алона)

- Демова секция Горно Неволяни

- село Горно Неволяни (Σκοπιά, Скопия)

- Демова секция Кабасница

- село Кабасница (или Кладошница, Πρώτη, Проти)

- Демова секция Лъжени

- село Лъжени (Μεσονήσι, Месониси)

- Демова секция Турие

- село Турие (Κορυφή, Корифи)

Демова Секция Търсие
- село Търсие (Τρίβουνο, Тривуно)
- село Калугерица (на гръцки Καλογερίτσα, Калогерица)